# Paolo Valoti
Paolo Valoti (Alzano Lombardo, 19 aprile 1971) è un ex ciclista su strada italiano, professionista dal 1996 al 2006.
È fratello di Aladino Valoti e zio di Mattia Valoti, calciatori professionisti.

## Carriera
Ciclista professionista fra il 1996 e il 2006, ha militato in squadre italiane come la Cantina Tollo, la Alessio-Bianchi, la Domina Vacanze e il Team LPR. Vinse sette gare: i successi più importanti sono stati quelli alla Coppa Bernocchi 2001, alla Coppa Agostoni 2005 e alla Coppa Placci dello stesso anno.

## Palmarès
- 1994 (Dilettanti)

Targa d'Oro Città di Varese
Gran Premio Città di Empoli
- 1995 (Dilettanti)

Firenze-Viareggio
Gran Premio Liberazione
Tour des Régions Wallonnes
Gran Premio Capodarco
Giro del Valdarno
- 1996

8ª tappa Giro del Portogallo
Trofeo dello Scalatore
- 2000

8ª tappa Ster Elektrotoer
- 2001

1ª tappa Settimana Ciclistica Lombarda
Coppa Bernocchi
- 2005

Coppa Agostoni
Coppa Placci

## Piazzamenti

### Grandi Giri
- Giro d'Italia

1997: ritirato
1999: 65º
2000: ritirato
- Tour de France

2004: ritirato
- Vuelta a España

1996: 74º